# Nikolaj Tatarinov
Nikolaj Matveevič Tatarinov (in russo Николай Матвеевич Татаринов?; Voyeykovo, 14 dicembre 1927 – San Pietroburgo, 29 maggio 2017) è stato un pentatleta sovietico.

## Palmarès
In carriera ha conseguito i seguenti risultati:
- Giochi olimpici:

Roma 1960: argento nel pentathlon moderno a squadre.
- Mondiali:

Stoccolma 1957: oro nel pentathlon moderno a squadre e bronzo individuale.
Aldershot 1958: oro nel pentathlon moderno a squadre.
Hershey 1959: oro nel pentathlon moderno a squadre.